# Synaldis quadrata
Synaldis quadrata är en stekelart som beskrevs av Fischer 2003. Synaldis quadrata ingår i släktet Synaldis och familjen bracksteklar. Inga underarter finns listade i Catalogue of Life.